# Anthuridae
Anthuridae é uma família de isópodes pertencentes à ordem Isopoda.

## Géneros
Géneros (lista incompleta):
- Amakusanthura Nunomura, 1977
- Anthura Leach, 1814
- Apanthura Stebbing, 1900